# László Lukács
László Lukács de Erzsébetváros (24 novembre 1850 – 23 febbraio 1932) è stato un politico ungherese, primo ministro dell'Ungheria dal 1912 al 1913.